# Palmaria (alghe)
Palmaria è un genere di alghe rosse. Uno dei membri più conosciuti ad esso appartenenti è Palmaria palmata.